# Jalen Bridges
Jalen Lashaun Bridges, né le 14 mai 2001 à Fairmont en Virginie-Occidentale, est un joueur américain de basket-ball évoluant au poste d'ailier. Il mesure 2,00 m.

## Biographie
En juillet 2024, il signe un contrat two-way avec les Suns de Phoenix.

## Statistiques

### Universitaires
Les statistiques de Jalen Bridges en matchs universitaires sont les suivantes :
| Saison    | Équipe               | Matchs   | Titul.   | Min./m   | % Tir    | % 3pts   | % LF     | Rbds/m.  | Pass/m.  | Int/m.   | Ctr/m.   | Pts/m.   |
| --------- | -------------------- | -------- | -------- | -------- | -------- | -------- | -------- | -------- | -------- | -------- | -------- | -------- |
| 2019-2020 | Virginie-Occidentale | Redshirt | Redshirt | Redshirt | Redshirt | Redshirt | Redshirt | Redshirt | Redshirt | Redshirt | Redshirt | Redshirt |
| 2020-2021 | Virginie-Occidentale | 28       | 19       | 18.1     | .496     | .409     | .714     | 3.6      | .3       | .5       | .4       | 5.9      |
| 2021-2022 | Virginie-Occidentale | 33       | 33       | 26.8     | .428     | .325     | .823     | 4.8      | .8       | 1.0      | .7       | 8.4      |
| 2022-2023 | Baylor               | 34       | 34       | 27.3     | .506     | .324     | .778     | 5.6      | 1.0      | .9       | 1.0      | 10.3     |
| 2023-2024 | Baylor               | 35       | 35       | 31.7     | .466     | .412     | .823     | 5.7      | 1.4      | 1.1      | .6       | 12.2     |
| Carrière  | Carrière             | 130      | 121      | 26.4     | .472     | .370     | .796     | 5.0      | .9       | .9       | .7       | 9.4      |

## Palmarès et distinctions personnelles
- Third-team All-Big 12 (2024)
- Big 12 All-Freshman Team (2021)
- Bill Evans Award (2019)